# Liste österreichischer Fernsehproduktionen
Die Liste österreichischer Serien- und Fernsehproduktionen soll eine rasche, chronologisch orientierte Übersicht über Fernsehproduktionen seit Beginn der österreichischen Fernsehgeschichte im Jahr 1955 bieten. In die Liste sollen Fernsehsendungen aller Genres sowohl mehrteilige Fernsehfilme, als auch periodisch ausgestrahlte Unterhaltungssendungen Eingang finden.

## 1955 bis 1980
| Jahr(e)   | Titel                              | Genre                   | Episoden | Anmerkungen |
| --------- | ---------------------------------- | ----------------------- | -------- | --- |
| 1957–1986 | Guten Abend am Samstag             | Unterhaltung            |          | Vorabendsendung mit dem Schauspieler und Entertainer Heinz Conrads |
| 1958–1967 | Familie Leitner                    | Familienserie           |          | |
| 1962–19?  | Stadtgespräche                     | Diskussionsrunde        |          | Moderiert vom späteren Wiener Bürgermeister Helmut Zilk griff die Reihe immer wieder kontroversielle, vor allem politische Themen auf.                                                                                             |
| 1967–2002 | Apropos Film                       | Kultur                  |          | |
| 1963–1970 | Oberinspektor Marek                | Krimiserie              | 8        | |
| 1967–1987 | Ohne Maulkorb                      | Jugendmagazin           |          | TV-Gegenstück zur „Musicbox“ im Radio. Erste speziell für Jugendliche produzierte Fernsehreihe in Österreich. |
| 1967–2002 | Apropos Film                       | Kultur                  |          | Anspruchsvolle Reportagen und Berichterstattung über das in- und ausländische Filmgeschehen, in den Anfangsjahren moderiert von Dietmar Schönherr. Ko-Produktion mit dem ZDF                                                       |
| 1968      | Eine heiße Viertelstunde           | Satire                  | 22       | Der Name der von Georg Kreisler gestalteten und gemeinsam mit Topsy Küppers präsentierten Sendung mit kabarettistisch-satirischen Liedern wurde später zum Titel einer zeitgeschichtlichen Publikation über das Jahr 1968 in Wien. |
| 1969–1995 | Peter Alexander Show               | Unterhaltung            |          | Ko-Produktion mit dem ZDF |
| 1969–1972 | Wünsch Dir was                     | Unterhaltung            |          | Spieleshow moderiert von Dietmar Schönherr und Vivi Bach. Ko-Produktion mit dem ZDF. |
| 1971      | Wenn der Vater mit dem Sohne       | Familienserie           | 13       | |
| 1972–1974 | Wickie und die starken Männer      | Animeserie, Kinderserie | 78       | Japanisch-deutsch-österreichische Koproduktion. |
| 1975–1979 | Ein echter Wiener geht nicht unter | Familienserie           | 24       | Serie über den Alltag der Wiener Arbeiterfamilie Sackbauer nach dem Drehbuch von Ernst Hinterberger. |
| 1975–1993 | Am dam des                         | Kinderserie             |          | |
| 1976–1995 | Club 2                             | Diskussionsrunde        | 1401     | Diskussionsformat mit Open End, wechselvoller Geschichte und zahlreichen kleineren und größeren Skandalen. |
| 1976–1983 | Kottan ermittelt                   | Krimiserie              | 19       | Ursprünglich von Helmut Zenker als Hörspiel geschrieben, dann als „konventioneller“ Krimi für das Fernsehen verfilmt, in den späteren Folgen mit immer mehr Elementen des absurden Humors angereichert.                            |
| 1976–1977 | Die Alpensaga                      | Miniserie               | 6        | Serie um ein österreichisches Dorf in der Zeit von 1900 bis 1945 nach dem Drehbuch von Peter Turrini und Wilhelm Pevny. |
| 1979–1984 | Tritsch Tratsch                    | Unterhaltungsshow       |          | |
| 1979–1986 | Familie Merian                     | Unterhaltungsserie      | 36       | |
| 1979–1987 | Okay                               | Jugendkulturmagazin     |          | Wöchentlich ausgestrahltes Magazin als "mainstreamorientiertes" Gegenstück zu Ohne Maulkorb. |

## 1980 bis 1990
| Jahr(e)   | Titel              | Genre               | Episoden | Anmerkungen |
| --------- | ------------------ | ------------------- | -------- | --- |
| 1980      | Ringstraßenpalais  | Unterhaltungsserie  | 27       | Serie nach einer Idee von Hellmut Andics über das Schicksal der österreichischen Familie Artenberg zwischen 1867 und 1980. |
| 1980–1993 | Die liebe Familie  | Unterhaltungsserie  | 384      | Wöchentliche, live ausgestrahlte Stegreif-Fernsehserie über die großbürgerliche Wiener Familie Lafite. |
| 1981–1993 | Die großen 10      | Fernsehhitparade    |          | Monatlich moderiert von Udo Huber. Brachte zeitweilig die höchste Tageseinschaltquote im ORF |
| 1981–2002 | Kunst-Stücke       | Kultur              |          | Brachte die britische Satireserie Spitting Image in österreichischer Erstausstrahlung, später folgten eigene Comedy-Produktionen wie Suite 16 oder Projekt X.                                                                                |
| 1982–1995 | Österreich II      | Dokumentarserie     |          | Geschichte Österreichs vom Ende des Zweiten Weltkrieges bis zum Ende der Regierung Kreisky im Jahr 1983 anhand von historischen Filmdokumenten erzählt.                                                                                      |
| 1982–2015 | Musikantenstadl    | Unterhaltung        | 210      | Zunächst reine ORF-Sendung, später von der ARD mitproduziert |
| Seit 1982 | Land der Berge     | Dokumentarfilmreihe | 140+     | |
| 1983      | Waldheimat         | Unterhaltungsserie  | 26       | Serie über Jugenderlebnisse des österreichischen Schriftstellers Peter Rosegger (1843–1918). |
| 1984–1985 | Der Sonne entgegen | Unterhaltungsserie  | 12       | Serie um „Aussteiger“ rund um den kroatischen Fischerhafen Valun. Mit Erwin Steinhauer, Josef Meinrad, Heidi Kabel, Towje Kleiner u. a. |
| Seit 1985 | Alltagsgeschichte  | Dokumentarserie     |          | Beobachtungen von Menschen in Alltagssituationen, vorwiegend in Wien und Umgebung, gestaltet von Elizabeth T. Spira. |
| 1985–1989 | Der Leihopa        | Unterhaltung        | 26       | |
| Seit 1987 | Seitenblicke       | Gesellschaft        |          | Tägliche Sendung über das Geschehen in Österreichs „prominenter Gesellschaft“. |
| 1987–1989 | Österreich I       | Dokumentarserie     | 10       | "Prequel" zu Österreich II, anhand von Filmdokumenten, Zeitzeugeninterviews und Analysen von Zeithistorikern wird die Geschichte Österreichs vom Ende der Habsburgermonarchie 1918 bis zur Entfesselung des Zweiten Weltkriegs 1939 erzählt. |
| 1987–1995 | Wurlitzer          | Musikwunschsendung  |          | |
| Seit 1987 | Bundesland heute   | Nachrichten         |          | Aktuelle Bundesländerinformationen, technisch nach Senderausbau möglich. Ersetzte teilweise die frühere tägliche Regionalberichterstattung Österreichbild.                                                                                   |
| 1987–1995 | X-Large            | Jugendmagazin       |          | Nachfolgesendung von Ohne Maulkorb und Okay. Start der Fernsehkarriere von Arabella Kiesbauer. |
| 1988–1990 | Die Arbeitersaga   | Miniserie           | 4        | Nach dem Drehbuch von Peter Turrini. |

## 1990 bis 2000
| Jahr(e)   | Titel                              | Genre                     | Episoden            | Anmerkungen |
| --------- | ---------------------------------- | ------------------------- | ------------------- | --- |
| 1990–1993 | Die Piefke-Saga                    | Fernsehfilm               | 4                   | Satirischer Blick auf die Beziehungen zwischen deutschen Feriengästen und Einheimischen in dem fiktiven Tiroler Tourismusort Lahnenberg nach einer Vorlage von Felix Mitterer. |
| 1990–1991 | Wenn das die Nachbarn wüßten       | Familienserie             | 12                  | „Falsche“ Kundenfamilie gewinnt „Traumhaus“. Buch von Peter Hajek und Peter Moser, mit Towje Kleiner, Anja Kruse u. a.                                                         |
| 1990–1992 | Ein Schloß am Wörthersee           | Familienserie             | 34                  | |
| 1990–1998 | Tohuwabohu                         | Kabarett / Comedy-Serie   | 53                  | |
| 1992–1993 | Die Leute von St. Benedikt         | Familienserie             | 13                  | |
| 1992–1999 | Kaisermühlen Blues                 | Familienserie             | 64                  | |
| 1993–1994 | Herrengasse – Lieben wie gedruckt  | Soap                      | 13                  | |
| 1994–2004 | Kommissar Rex                      | Kriminalserie             | 135                 | Erfolgreichste österreichische Krimiserie. |
| 1994      | Confetti TiVi                      | Kinderprogramm            | >2500               | |
| 1994      | Montevideo                         | Wöchentliche Klamaukserie | 22                  | „Die Sendung mit dem Zuschauer“ |
| 1995–2005 | Vera                               | Unterhaltung              |                     | |
| 1995      | Radetzkymarsch                     | Fernsehfilm               | 3                   | |
| 1995–1999 | Schiejok täglich                   | Nachmittagstalk           |                     | |
| 1995–1996 | Phettbergs Nette Leit Show         | Talkshow                  | 18                  | Ursprünglich als Theaterparodie auf den Talkshowboom im deutschsprachigen Fernsehen Mitte der 1990er Jahre entstanden.                                                         |
| 1996–2007 | Treffpunkt Kultur                  | Kultur                    |                     | |
| Seit 1995 | kreuz und quer                     | Religion                  |                     | Wöchentlich ausgestrahlte Magazinfläche mit anspruchsvollen Dokumentationen und Diskussionsrunden rund um religiöse Themensetzungen.                                           |
| 1996–1996 | Stockinger                         | Kriminalserie             | 14                  | |
| 1997–2002 | Medicopter 117 – Jedes Leben zählt | Actionserie               | 82                  | deutsch-österreichische Koproduktion im Auftrag von RTL und ORF. |
| 1997–1998 | Die Neue – Eine Frau mit Kaliber   | Kriminalserie             | 13 Episoden + Pilot | Produktion der BEO - Film mit ORF und Sat.1 |
| 1998–2002 | MA 2412                            | Sitcom                    | 34                  | |
| 1998–2002 | Julia – Eine ungewöhnliche Frau    | Familienserie             |                     | |
| 1996–2004 | Schlosshotel Orth                  | Familienserie             | 144                 | |
| Seit 1999 | Die Barbara Karlich Show           | Nachmittagstalk           |                     | |

## 2000 bis 2010
| Jahr(e)                          | Titel                                          | Genre               | Episoden | Anmerkungen |
| -------------------------------- | ---------------------------------------------- | ------------------- | -------- | --- |
| 2000–2005                        | Trautmann                                      | Kriminalserie       | 10       | Krimiserie mit Wolfgang Böck, ursprünglich als Spin-off der Serie Kaisermühlen Blues entstanden. |
| 2000–2001                        | Taxi Orange                                    | Reality-TV          |          | |
| 2001–2021                        | SOKO Kitzbühel                                 | Kriminalserie       | 263      | |
| 2002–2012                        | Donnerstag Nacht                               | Unterhaltung        |          | Rahmenprogramm am Sendeplatz der eingestellten Reihe kunst-stücke mit ORF-Eigenproduktionen wie Sendung ohne Namen oder Donnerstalk, aber auch zugekauften Serien wie The Osbournes oder Little Britain. |
| 2002–2007 Fkottanlee / 2012–2013 | Sendung ohne Namen                             | Kultur              | 113      | |
| 2003–2007                        | Echt fett                                      | Unterhaltung        | 34       | Versteckte-Kamera-Show nach dem Vorbild von Trigger Happy TV mit Robert Palfrader, Max Schmiedl, Angelika Niedetzky und Alex Scheurer.                                                                   |
| 2004                             | Expedition Österreich                          | Reality-TV          | 78       | |
| 2004–2007                        | Novotny & Maroudi – Zahngötter in Weiß         | Sitcom              | 17       | |
| 2004–2008 / seit 2011            | Vier Frauen und ein Todesfall                  | Krimiserie          | 50+      | Im ländlichen Milieu (Salzkammergut) angesiedelt |
| 2004–2010                        | Dorfers Donnerstalk                            | Unterhaltung        |          | Satirische Talkshow moderiert von Alfred Dorfer, anfangs mit Florian Scheuba, später auch mit anderen Stars der österreichischen Kabarettszene.                                                          |
| Seit 2004                        | Café Puls                                      | Frühstücksfernsehen |          | |
| 2005                             | 11er Haus                                      | Miniserie           | 5        | |
| 2005                             | 8 × 45                                         | Mystery             | 8        | |
| Seit 2005                        | SOKO Donau                                     | Kriminalserie       | 169+     | |
| Seit 2005                        | Die Lugners                                    | Doku-Soap           | 64+      | Erstes österreichisches Doku-Soap-Format, produziert von ATV |
| Seit 2005                        | Bauer sucht Frau                               | Doku-Soap           |          | Doku-Soap von ATV in der österreichische Landwirte eine Lebensgefährtin suchen, moderiert von Katrin Lampe.                                                                                              |
| 2006–2013                        | Lilly Schönauer                                |                     | 14       | |
| 2006–2011                        | Weltberühmt in Österreich – 50 Jahre Austropop | Dokureihe           | 11       | Aufarbeitung der jüngeren österreichischen Musikgeschichte |
| 2007                             | Mitten im 8en                                  | Daily Soap          | 56       | Erste in Österreich produzierte Daily Soap, war als "Herzstück" der ORF-Programmreform 2007 gedacht, wurde aber aufgrund stetig sinkender Zuschauerzahlen nach wenigen Wochen eingestellt.               |
| 2007                             | It’s Showtime                                  | Castingshow         |          | Talentewettbewerb bei ATV, moderiert von Alex Scheurer. |
| Seit 2007                        | Willkommen Österreich                          | Unterhaltung        | 250+     | Von dem Kabarett-Duo Stermann & Grissemann moderierte Late-Night-Show. |
| 2007–2008                        | tschuschen:power                               | Comedy              | 5        | Miniserie über den Alltag von jugendlichen Migranten in der Wiener Vorstadt, überwiegend mit Laiendarstellern besetzt.                                                                                   |
| seit 2008                        | Anna und die Liebe                             | Telenovela          | 650+     | Deutsch-österreichische Koproduktion von Sat1 und ORF. |
| 2008                             | Sing and Win!                                  | Quizsendung         | 15+      | Karaoke-Quizsendung auf ATV, moderiert von Rainhard Fendrich. |
| Seit 2008                        | Das Leben geht weiter                          | Reportagensendung   |          | Moderator: Dieter Moor, Sender: ATV. |
| Seit 2009                        | Austria’s Next Topmodel                        | Castingshow         |          | Adaption von America’s Next Top Model, Sender: Puls 4 |
| Seit 2009                        | Die Lottosieger                                | Comedy              | 10+      | Satire um Lottomillionäre im Gemeindebau. |
| seit 2009                        | Schnell ermittelt                              | Krimi               | 50+      | |

## 2010 bis 2019
| Jahr(e)   | Titel                                               | Genre                 | Episoden | Anmerkungen |
| --------- | --------------------------------------------------- | --------------------- | -------- | --- |
| 2010      | Eine Couch für alle                                 | Comedy                | 4        | |
| seit 2010 | Mein Bezirk                                         | Dokumentation         | 31       | |
| seit 2010 | Saturday Night Fever – So feiert Österreichs Jugend | Scripted Reality      | 60       | |
| 2010      | Aufschneider                                        | Dramedy               | 2        | Josef Hader als zynischer Pathologe. Ursprünglich als 6-teilige Miniserie geplant.                                                |
| 2010      | Die Gipfelzipfler                                   | Sitcom                | 10       | Serie mit Roland Düringer über Mitglieder einer Band der Volkstümlichen Musik.                                                    |
| 2010      | Vitasek?                                            | Comedy                | 8        | Nach dem Vorbild von Lass es, Larry! spielt sich Andreas Vitásek selbst.                                                          |
| seit 2011 | Spuren des Bösen                                    | Kriminalserie         | 8        | |
| 2011–2013 | Schlawiner                                          | Comedy, Mockumentary  | 27       | In den Wiener Innenbezirken angesiedelte Comedyserie mit Mockumentary-Elementen                                                   |
| 2012      | Braunschlag                                         | Dramedy               | 8        | Satire um fingierte Marienerscheinung in der niederösterreichischen Provinz                                                       |
| 2013–2019 | CopStories                                          | Krimi                 | 40       | Handelt vom Arbeitsalltag der Polizisten im Wiener Bezirk Ottakring                                                               |
| 2014      | Die Detektive                                       | Krimi                 | 10       | |
| 2014      | Wien – Tag & Nacht                                  | Reality-TV-Seifenoper | 65+      | Österreichischer Ableger von Berlin – Tag & Nacht und Köln 50667                                                                  |
| seit 2014 | Landkrimi                                           | Krimi                 | 18+      | |
| seit 2014 | Die Toten vom Bodensee                              | Kriminalserie         | 14+      | |
| seit 2014 | 9 Plätze – 9 Schätze                                |                       | 7        | |
| 2015–2022 | Vorstadtweiber                                      | Dramedy               | 61       | |
| 2015      | Altes Geld                                          | Dramedy               | 8        | |
| 2016      | Pregau – Kein Weg zurück                            | Krimi, Mystery        | 4        | |
| 2016      | Das Sacher                                          |                       | 2        | |
| seit 2016 | Die Toten von Salzburg                              | Kriminalserie         | 8+       | |
| 2017      | Maximilian – Das Spiel von Macht und Liebe          |                       | 3        | |
| 2017      | Trakehnerblut                                       | Telenovela Drama      | 8        | |
| seit 2017 | Stadtkomödie                                        | Comedy                | 6+       | |
| seit 2017 | Kabarettgipfel                                      | Comedy                | 25+      | Bühne für aktuelle Kabarettgrößen und frische Talente, die mit abwechslungsreichen Auftritten gemeinsam das Publikum unterhalten. |
| 2017–2022 | Maria Theresia                                      |                       | 5        | |
| 2018      | St. Josef am Berg                                   |                       | 2        | |
| seit 2018 | Meiberger – Im Kopf des Täters                      |                       | 20       | |
| seit 2018 | Dennstein & Schwarz                                 | Komödie               | 3        | |
| seit 2019 | Walking on Sunshine                                 |                       | 30+      | |
| 2019      | M – Eine Stadt sucht einen Mörder                   |                       | 6        | |
| seit 2019 | Vienna Blood                                        | Krimi                 | 6+       | |
| seit 2019 | Blind ermittelt                                     | Krimi                 | 7        | |
| seit 2019 | Gute Nacht Österreich                               | Late-Night-Show       | 33+      | |

## Ab 2020
| Jahr(e)   | Titel                                | Genre   | Episoden | Anmerkungen |
| --------- | ------------------------------------ | ------- | -------- | ----------- |
| 2020      | Wischen ist Macht                    | Comedy  | 18       |             |
| 2020      | Freud                                | Krimi   | 8        |             |
| 2020      | Letzter Wille                        |         | 8        |             |
| seit 2020 | Der Altaussee-Krimi                  | Krimi   | 3+       |             |
| 2021      | Am Anschlag – Die Macht der Kränkung | Drama   | 6        |             |
| 2022      | SOKO Linz                            | Krimi   | 13+      |             |
| 2022      | Alles finster                        | Dramedy | 6        |             |
| 2022      | Tage, die es nicht gab               | Drama   | 8        |             |
| 2022      | Totenfrau                            | Krimi   | 6        |             |